# Carham
Carham est un village et une paroisse civile du Northumberland, en Angleterre. Il est situé dans le nord du comté, sur la berge sud de la Tweed, à 5 km à l'ouest de la ville écossaise de Coldstream. Au recensement de 2011, il comptait 346 habitants.

## Étymologie
Carham provient du vieil anglais carr « rocher », décliné au datif pluriel carrum pour désigner un endroit situé près de rochers. Il est attesté sous la forme Carrum vers 1040.

## Histoire
D'après la Historia de sancto Cuthberto, le domaine de Carham est offert à l'évêque Cuthbert de Lindisfarne par le roi de Northumbrie Ecgfrith à la fin du VIIe siècle.
Vers 1018, la bataille de Carham oppose les Écossais de Malcolm II aux Northumbriens, qui sont vaincus.